# Coenobia (bướm đêm)
Coenobia  là một chi bướm đêm thuộc họ Noctuidae.

## Các loài
- Coenobia orientalis Sugi, 1982
- Coenobia rufa (Haworth, 1809)